# Bad Boy (singel Kubiego Producenta)
Bad Boy – singel polskich raperów Kubiego Producenta, Bateo, ReTo i Silesa, promujący album studyjny, zatytułowany +18. Singel został wydany 20 grudnia 2018.
Nagranie otrzymało w Polsce status podwójnej platynowej płyty.

## Geneza utworu i historia wydania
Utwór napisali i skomponowali Adrian Poloński, Igor Bugajczyk, Jakub Salepa i Norbert Sopylo.
Singel ukazał się w formacie digital download 20 grudnia 2018 w Polsce za pośrednictwem wytwórni płytowej Sony Music Entertainment Poland. Kompozycja została umieszczona na debiutanckim albumie studyjnym Kubiego Producenta – +18.

## Teledysk
Do utworu powstał teledysk, który udostępniono w dniu premiery singla za pośrednictwem serwisu YouTube.

## Lista utworów
- Digital download[5]

1. „Bad Boy” – 4:12

## Certyfikaty
| Kraj          | Certyfikat         |
| ------------- | ------------------ |
| Polska (ZPAV) | 2x platynowa płyta |